# Forino, Nordmakedonien
Forino (makedonska: Форино) är en ort i Nordmakedonien. Den ligger i kommunen Gostivar, i den västra delen av landet, 40 kilometer väster om huvudstaden Skopje. Forino ligger 491 meter över havet och antalet invånare är 3 637.